# Genetta
Genetta là một chi động vật có vú trong họ Cầy, bộ Ăn thịt. Chi này được G.[Baron] Cuvier miêu tả năm 1816. Loài điển hình của chi này là Viverra genetta Linnaeus, 1758, by designation.

## Các loài
Chi này gồm 14 loài:
- Genetta abyssinica (Rüppell, 1836)
- Genetta angolensis (Bocage, 1882)
- Genetta bourloni
- Genetta cristata [2]
- Genetta genetta (Linnaeus, 1758)
- Genetta johnstoni (Pocock, 1908)
- Genetta maculata (Gray, 1830)
- Genetta pardina
- Genetta piscivora
- Genetta poensis[2]
- Genetta servalina (Pucheran, 1855)
- Genetta thierryi (Matschie, 1902)
- Genetta tigrina (Schreber, 1776)
- Genetta victoriae (Thomas, 1901)

## Hình ảnh

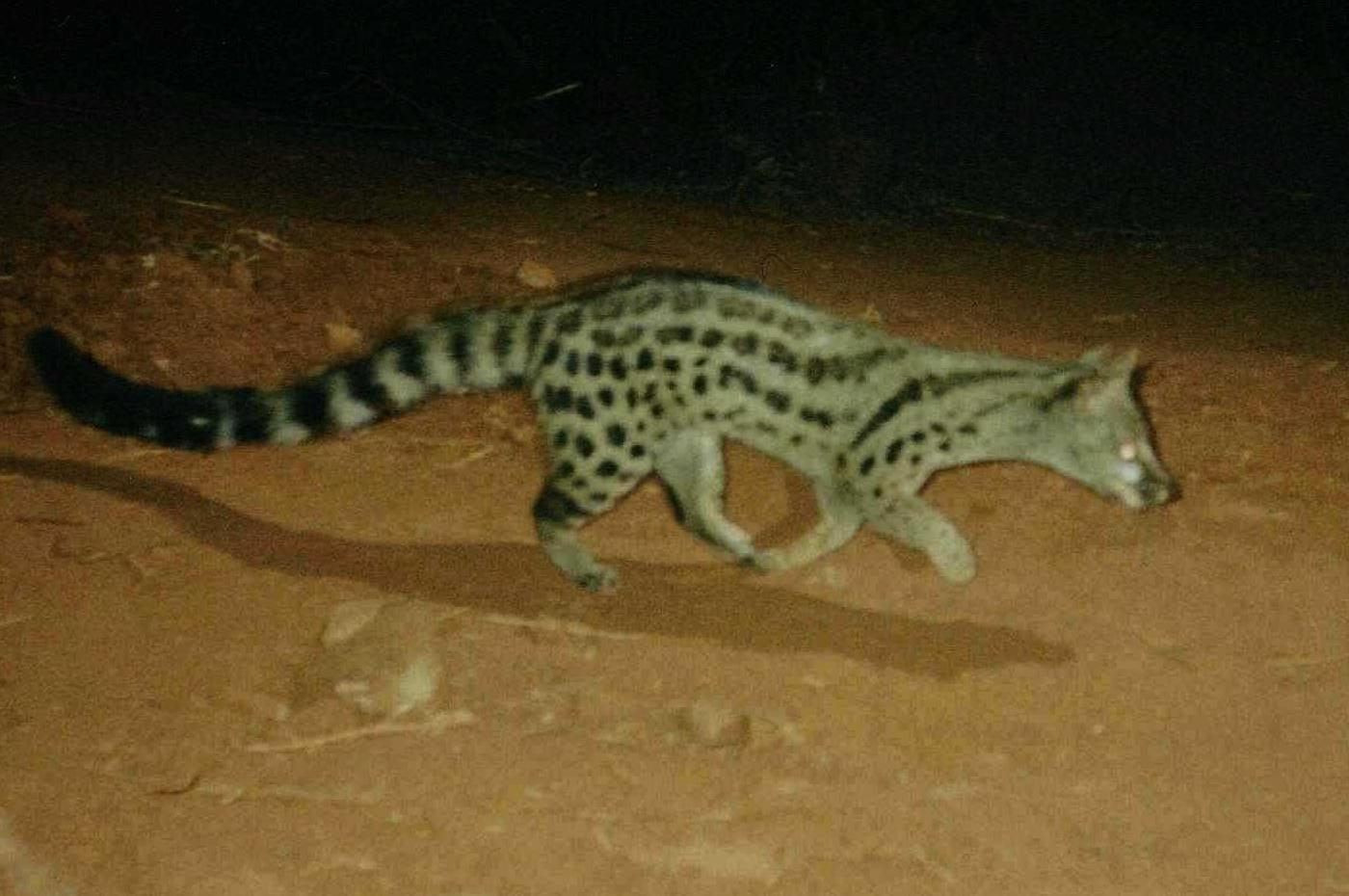
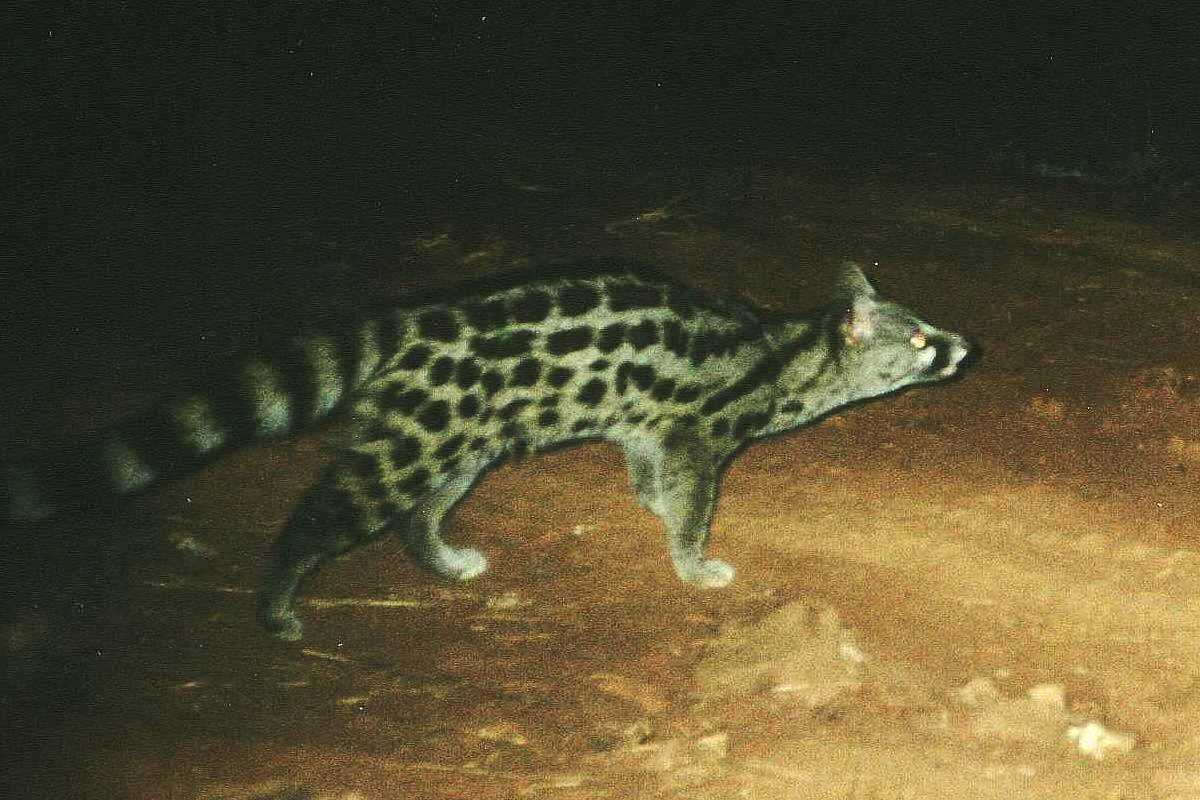
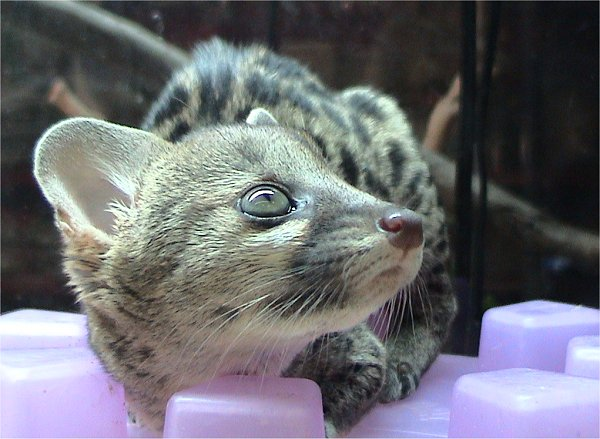